# Doris Katharina Künster
Doris Katharina Künster (* 1958) ist eine deutsche Zeichnerin, Illustratorin und Fotografin.
Nach einem Studium (Visuelle Kommunikation) betätigte sich Künster als Schriftgestalterin, Illustratorin und Fotografin. Einige der von ihr illustrierten Bücher aus dem Carlsen-Verlag erhielten Auszeichnungen. Sie lebt in Hamburg und hat eine Tochter.

## Veröffentlichungen (kleine Auswahl)
- Durch das Jahr; Hamburg, Carlsen-Verlag 2001
- Bei Tag und Nacht; Hamburg, Carlsen-Verlag 2001
- Ein Schiff; Hamburg, Carlsen-Verlag 1999
- Ein Zug; Hamburg, Carlsen-Verlag, 1999
- Tanz über dem Abgrund, 2000, ISBN 3-8000-2653-8
- Traumjobs, dtv-Taschenbücher Junior, Reihe Hanser

Für frühere deutsche Harry-Potter-Ausgaben gestaltete sie die Buchumschläge. In dem Buch Elefanten (Carlsen, 1997, ISBN 3-551-11712-8) wirkte sie auch als Autorin mit.